# КАМиТ-Университет
БК «КАМиТ-Университет» — ликвидированый российский мужской баскетбольный клуб из Твери, выступающий в Высшей лиге чемпионата России.
Команда КАМиТ была создана на базе Тверского Государственного Университета в 2001 году. С момента образования в команде выступают студенты тверских вузов.
Подавляющее большинство бывших игроков КАМиТа — ребята из Твери и Тверской области: Лихославля, Нелидово, Ржева, Удомли.

## Руководство
- Президент и основатель клуба Николай Горшков
- Главные тренира:
  - Алексей Лобанов 2010—2020
  - Виктор Савкин 2001—2015

## История
Баскетбольный клуб «КАМиТ» был создан в 2001 году. Тверской предприниматель и фанат баскетбола Николай Горшков собрал в своей команде игроков вторых составов любительских сборных Тверского Государственного и Тверского Технического университетов. Николай Иванович вместе с Виктором Савкиным, имевшим за плечами опыт работы с командами первенства Советского Союза, с самого начала поставил перед собой цель — строительство настоящего профессионального клуба, который бы стал «локомотивом» для развития баскетбола на всей территории Верхневолжья. Поэтому главным принципом селекционной работы стала опора на местных игроков.
Команда выступала в Студенческой Баскетбольной Лиге Санкт-Петербурга и Северо-Запада России и с каждым годом улучшала свои результаты.
В 2007 году «КАМиТ» стал чемпионом Студенческой баскетбольной лиги Северо-Запада России, выиграв зональное первенство.
В 2008 году «КАМиТ» выступил в Первой баскетбольной лиге России среди мужских команд и занял IV место в ЦФО и III место на Финале России, тем самым вышел в лидеры Первой лиги национального первенства.
В 2009 году становится серебряным призёром Первой лиги ЦФО и получает право выступать в Высшей лиге чемпионата России. При поддержке администрации Тверской области теперь уже «КАМиТ-Университет» приобрёл нелюбительский статус и заявился для участия в первенстве России среди команд Высшей лиги.
Летом 2009 года Федерация баскетбола России включила команду в число участников Высшей лиги чемпионата России.
В сезоне 2010/2011 Высшей лиги чемпионата России Баскетбольный клуб «КАМиТ-Университет» занял 4-е место.
В сезоне 2011/2012 Высшей лиги чемпионата России Баскетбольный клуб «КАМиТ-Университет» занял 9 место, одержав победу на турнире за 9-14 места среди команд-аутсайдеров Высшей лиги в Тамбове.
Закрепившись в Высшей лиге, «КАМиТУниверситет» стал выстраивать всю традиционную пирамиду развития своего вида спорта в регионе. Один из важных шагов в этом направлении был сделан в 2011 году — формирование молодёжной команды — фармклуба «КАМиТа» — для участия в первенстве Детско-юношеской баскетбольной лиги России.
В 2015 году клуб был расформирован.
КАМиТ-Университет является многократным победителем соревнований по баскетболу среду команд Тверской области. До перехода команды из Студенческой лиги в Высшую имел титул чемпиона Тверской области по баскетболу. Именно игры регионального первенства позволили отточить мастерство игроков, чтобы достойно выступать на соревнованиях более высокого уровня.
Сегодня у команды до сих пор нет своей арены, которая полностью бы отвечала требованиям Высшей лиги. А также ни один спорткомплекс в Твери не способен обеспечить организацию первенства ВЛ на должном уровне, поэтому команда вынуждена принимать своих соперников на различных площадках города, которые мало приспособлены для этого. Особенно это касается вопроса трибун, зрителей и болельщиков на матче.

## Баскетболисты, ранее игравшие за команду[1]
| Имя игрока          | Годы выступления за команду в ВЛЧР | Гражданство | Звание | Амплуа        | Дата рождения |
| ------------------- | ---------------------------------- | ----------- | ------ | ------------- | ------------- |
| Адедиран Алексей    | 2010-2011                          | Россия      | МС     | Центровой     | 30.10.1982    |
| Иванов Антон        | 2009-2011                          | Россия      | КМС    | Центровой     | 26.06.1985    |
| Акатов Антон        | 2009-2011                          | Россия      | 1р.    | Нападающий    | 15.07.1986    |
| Денисов Артем       | 2009-2011                          | Россия      | КМС    | Нападающий    | 25.11 1986    |
| Панин Сергей        | 2010-2011                          | Россия      | КМС    | Разыгрывающий | 16.03.1991    |
| Горбушин Илья       | 2009-2012                          | Россия      | 1р.    | Защитник      | 08.06.1988    |
| Корчажкин Александр | 2009-2011                          | Россия      | КМС    | Защитник      | 20.09.1987    |
| Марков Илья         | 2009-2011                          | Россия      | 1р.    | Защитник      | 28.03.1988    |
| Минкин Виталий      | 2009-2010                          | Россия      |        | Нападающий    | 27.03.1991    |
| Виноградов Олег     | 2009-2010                          | Россия      |        | Защитник      | 12.07.1985    |
| Андреев Сергей      | 2009-2010                          | Россия      |        | Нападающий    | 08.07.1988    |
| Мирзоянц Константин | 2009-2012                          | Россия      | КМС    | Нападающий    | 30.01.1989    |
| Манихин Александр   | 2011-2012                          | Россия      | МС     | Нападающий    | 07.07.1982    |
| Кондрашин Александр | 2011-2012                          | Россия      | КМС    |               | 17.03.1986    |
| Лутиков Денис       | 2010-2012                          | Россия      | 1р.    | Нападающий    | 30.09.1986    |
| Зинченко Станислав  | 2010-2011                          | Россия      | МС     | Нападающий    | 29.03.1987    |